# Juncus glaucoturgidus
Juncus glaucoturgidus är en tågväxtart som beskrevs av Henry John Noltie. Juncus glaucoturgidus ingår i släktet tåg, och familjen tågväxter. Inga underarter finns listade i Catalogue of Life.